# 岡部征純
岡部 征純（おかべ せいじゅん、1935年6月13日 - ）は、日本の俳優である。本名・旧芸名、岡部 正純（おかべ まさずみ）。香川県坂出市出身。

## 来歴
香川県立坂出高等学校卒業後、1954年(昭和29年)東映東京撮影所に入所。映画を皮切りに舞台等で活動した。
悪役から実直な市民、時代劇から現代劇まで幅広い役柄を演じている。
東映の大部屋俳優として出発し、監督では内田吐夢、沢島忠、演出家では三木のり平、木村光一、俳優では萬屋錦之介、勝新太郎、三國連太郎の下で修業をし、徐々に舞台へも活動を広げた。三木のり平に指導を受けるのは舞台出演時である。
東映退社後、天知プロに所属した関係で、天知茂の出演した舞台・テレビドラマでの出演も多い。

## 人物
本人のブログから、野球好き・囲碁好き・将棋好きで、酒も強いことがうかがわれる。

## 出演

### 映画
- 青春航路　海の若人 （1955年、東映） - 森村（商船学校生徒）
- 点と線 （1958年、東映） - 駅員
- 十七才の逆襲　暴力をぶっ潰せ（1960年、第二東映） - 工員
- ファンキーハットの快男児 二千万円の腕 （1961年、東映） - 交通係の巡査B
- 宇宙快速船 （1961年、東映） - 線路工夫B
- ひばり民謡の旅シリーズ べらんめぇ中乗りさん（1961年、ニュー東映） - 権（佐渡正の子分）
- 警視庁物語 謎の赤電話（1962年） - イタチの松
- 最後の顔役 （1963年、東映） - 留吉
- 暴力団（1963年、東映） - 運転手
- 昭和侠客伝 （1963年、東映） - 信坊
- 子守唄シリーズ（東映）
  - 浪曲子守唄 （1966年） - ガサ
  - 続 浪曲子守唄 （1967年） - 学生服を着ているおじさん
- 愛欲（1966年、東映） - 田中
- 網走番外地 決斗零下30度 （1967年、東映） - 広瀬（坑夫）
- 喜劇 競馬必勝法（1967年、東映） - ジョッキーの男
- 博徒解散式 (1968年)　- 沖仲仕
- 緋牡丹博徒 鉄火場列伝 （1969年、東映） - 小狸のトシ
- 温泉みみず芸者 （1971年、東映） - 段吉（竿師）
- 現代ポルノ伝 先天性淫婦 （1971年、東映） - 屋台の親爺
- 昭和おんな博徒 （1972年、東映） - 松野
- 温泉スッポン芸者 （1971年、東映） - 黒竿段吉
- 仁義なき戦い 頂上作戦 （1974年、東映） - 柳井秀一
- 県警対組織暴力（1975年、東映） ※岡部正純名義
- 宇宙からのメッセージ （1978年、東映） - ジャック※岡部正純名義
- 狼男とサムライ（1984年、アマチフィルム） - 渡辺※岡部正純名義

### テレビドラマ
- どたんば （1956年、NHK） - 伝令
- 七色仮面 「キング・ローズ」（1959年、NET / 東映） - 山田
- 特別機動捜査隊 （NET / 東映）
  - 第8話「殺人者の死」（1961年）
  - 第27話「悪銭」（1962年）
  - 第171話「ひとり息子」（1965年）
  - 第298話「女の館」（1967年） - 堀田
  - 第319話「おんなのブルース」（1967年） - 良平
  - 第362話「車椅子」（1968年） - 岡部記者 ※友情出演
  - 第379話「決斗」（1969年）
  - 第443話「桃色の報酬」（1970年） - 掛札
  - 第473話「盛り場刑事」（1970年） - 木元
  - 第593話「魔性の女」（1973年） - 岡野
  - 第631話「大爆発」（1973年） - サブ
  - 第678話「追いつめられた群」 (1974年)　- 滝沢
  - 第695話「現代母親教育論」（1975年） - 市原
  - 第763話「逆光線の女」（1976年） - 高森※特別出演
- 悪魔くん（1967年、NET / 東映）
  - 第17話「黒猫館」 - 幽吉
  - 第21話「化石人」 - 車掌
- 忍者ハットリくん+忍者怪獣ジッポウ（1967年、NET / 東映）
  - 第2話「ジッポウ君大失敗!!」（1967年8月10日） - 的屋
  - 第25話「ジッポウのユウレイ退治でござる」（1968年1月18日） - 漫画家・夢野ただお
- 風 第25話「江戸惜春譜」（1968年3月20日、TBS / 松竹） - 吉松
- ザ・ガードマン 第162話「一億円交響楽」（1968年、TBS / 大映テレビ室） -スカイビル警備員
- 三匹の侍 第6シリーズ（CX）
  - 第6話「地獄を見た」（1968年11月7日） - 卯助
  - 第20話「あぶら花」（1969年2月20日） - 源八
- 柔道一直線 第8話「鬼丸 火焔車」（1969年、TBS / 東映）
- プレイガールシリーズ
  - プレイガールQ（12ch / 東映）
    - 第8話「悪魔は女のどこに棲む」（1969年）
    - 第41話「早く彼女にタオルをあげて」（1970年）
    - 第115話「朝ぼらけの情事」（1971年）
    - 第126話「暴力教師罷り通る」（1971年） - イサム
    - 第169話「欺す女にだまされて」（1972年） - テツ
    - 第185話「女は全裸で勝負する」（1972年） - 岩野
    - 第247話「私の足は左利き」（1973年） - 石村

  - プレイガールQ 第12話「女の敵は女」（1974年） - 巡査
- 素浪人 花山大吉 （NET / 東映）
  - 第42話「大めし喰らって弱かった」（1969年10月18日） - 下仁田一家の子分
  - 第50話「シゴいた相手が悪かった」（1969年12月13日） - 酉助
  - 第66話「想い出だけが泣いていた」（1970年4月4日） - 都島一家の兄貴分
- 鬼平犯科帳（八代目松本幸四郎版）（1969年-1970年、NET / 東宝）
  - 第11話「老盗の夢」（1969年12月16日）‐ 目明し・平吉（ノンクレジット）
  - 第33話「鬼坊主の花」（1970年5月19日）- 小平次
- 大江戸捜査網（12ch→TX / ヴァンフィル）
  - 第19話「怪盗 江戸を駈ける男」（1971年2月6日） - 同心
  - 第123話「人斬り稼業に明日はない」（1974年1月26日） - 蕎麦屋仁八
  - 第176話「腰抜け武士道」（1975年2月1日） - むささび兄弟
  - 第284話「殺し屋雨に散る」（1977年3月19日） - 勝次
  - 第359話「哀しき盗っ人の恩返し」（1978年9月30日）
  - 新 大江戸捜査網 第4話「密会は殺しの誘い」（1984年4月28日） - 儀平
- 大岡越前 (TBS / C.A.L) ※ 岡部正純名義
  - 第2部 第25話「おとし穴」（1971年11月1日）
  - 第3部 第22話「血ぬられた密書」（1972年11月13日） - むささびの松
  - 第4部 第6話「黒い影」（1974年11月11日） - 甚八
  - 第6部 第26話「謎の連続殺人事件」（1982年8月30日） - 銀助
  - 第7部 第19話「仇討ち夫婦駕籠」（1983年8月29日） - 銀次
  - 第8部 第21話「凶賊お役者小僧」（1984年12月10日） - 八蔵
  - 第10部 第26話「辻斬り三葉葵の陰謀」、第27話「将軍吉宗暗殺計画」（1988年） - 伊佐次
  - 第11部 第11話「命がけの庇い合い」（1990年7月2日） - 仙八
  - 第12部 第22話「命がけの婿入り志願」（1992年3月16日） - 虎吉
  - 第13部 第17話「舅も認めた婿手柄」（1993年3月8日） - 紋次
- 遠山の金さん捕物帳（NET / 東映）
  - 第75話「うっちゃられた男」（1971年）
  - 第145話「金さんを殺した女」（1973年） - 千助
  - 第168話「数え唄に泣く女」（1973年）
- お祭り銀次捕物帳 第7話「怪談 殺された幽霊」（1972年6月17日、CX / 東映） - 仙吉
- 荒野の素浪人（NET / 三船プロ）
  - 第1シリーズ 第41話「兇刃 襲われた山峡の宿」（1972年10月10日）※ 岡部正純名義
  - 第2シリーズ 第25話「士魂果つ」（1974年6月18日） - 仙次※ 岡部正純名義
- 荒野の用心棒 （NET / 三船プロ）
  - 第6話「鮮血は魔の谷を染めて…」（1973年5月8日） - 六助※ 岡部正純名義
  - 第25話「廃墟の宿に母恋唄が聞えて…」（1973年9月18日） - 目明し紋次※ 岡部正純名義
- 非情のライセンス（NET→ANB / 東映）
  - 第1シリーズ 第16話「兇悪の湖」（1973年） - 三郎
  - 第2シリーズ
    - 第12話「兇悪の空白」（1974年） - 金田
    - 第31話「兇悪のプレゼント」（1975年） - 久米
    - 第39話「やさしい兇悪」（1975年） - 額際の薄い男
    - 第96話「兇悪のカムバック」 (1976年)　- 村山
    - 110話「刑事妻」（1976年） - 岡部

  - 第3シリーズ 第16話「兇悪の砂・事故死を運ぶ女」（1980年） - ダンプかあちゃんの仲間
- 太陽にほえろ!（NTV / 東宝）
  - 第56話「その灯を消すな!」（1973年） - 梶田組幹部
  - 第336話「ドジな二人」（1979年） - 中沢秘書
- バーディー大作戦 第35話「1975 白銀に舞う大アクション!」 （1975年、TBS/ 東映）
- 正義のシンボル コンドールマン（1975年、NET / 東映） - 煙魔13世 / スモッグトン
  - 第17話「火の海を突破せよ!!」
  - 第18話「陸海空 3大モンスターの逆襲」
  - 第20話「悪の空 デーモンスモッグ」
  - 第23話「大暴れ! ドラゴンコンドル」
- 水戸黄門 (TBS / C.A.L)
  - 第6部 第31話「人情潮来節‐潮来-」（1975年10月27日） - 吾六 ※岡部正純名義
  - 第10部 第25話「白いお髯の千里眼・八王子」（1980年2月4日） - 政吉 ※岡部正純名義
  - 第11部 第14話「河豚にあたった若旦那 -仙台-」（1980年11月17日） - 音松 ※ 岡部正純名義
  - 第14部（1984年）  ※ 岡部正純名義
    - 第11話「津軽馬鹿塗り駄目親父 -弘前-」 - 判次
    - 第28話「悪乗り八兵衛若旦那 -長浜-」 - 丑松
    - 第35話「陰謀暴いた鳴門の渦潮 -淡路島-」 - 時造

  - 第15部 第1話「謎の美剣士 隠密旅 -高松-」（1985年1月28日） - 権八
  - 第18部 第29話「母恋し涙の馬子唄 -三島-」（1989年4月3日） - 音松
  - 第20部（1991年）
    - 第23話「お助け母さんひえつき節 -宮崎-」 - 伝八
    - 第37話「悲願を秘めた水芸師 -長岡-」 - 留吉

  - 第21部（1992年）
    - 第10話「嫁のこころ姑しらず -日田-」 - 権次
    - 第27話「父子で競う献上木曽塗り -奈良井-」 - 常吉

  - 第22部 第5話「陰謀渦巻く大井川 -島田-」（1993年6月14日） - 留吉
  - 第23部
    - 第4話「助さん格さん用心棒 -安中-」（1994年8月22日） - 源造
    - 第23話「命の恩人は大嘘つき -下関-」（1995年1月16日） - 権六

  - 第24部
    - 第12話「お化けになって悪退治 -別府-」（1995年12月4日） - 乙松
    - 第35話「悪を懲らした三春駒 -三春-」（1996年5月27日） - 蔵次
- 江戸を斬る（TBS / C.A.L）
  - 江戸を斬るII - IV （1975年 - 1979年） - 銀次
  - 江戸を斬るVI 第20話「お京が陥ちた阿片地獄」（1981年） - 音松
  - 江戸を斬るVIII 第24話「贋金の夢を見た」（1994年） - 紋次
- Gメン'75 第64話「逃亡刑事」（1976年、TBS/ 東映）− 蕎麦屋の出前
- ベルサイユのトラック姐ちゃん （1976年、NET / 東映）
  - 第11話「わたしの蜜を吸って!」
  - 第15話「サウナ風呂珍騒動」
- ぐるぐるメダマン 第21話「それ行け！お化けの運転手」（1976年、12ch / 東映） - 山田光一
- 破れ奉行 （1977年、ANB / 中村プロ）
  - 第5話「暗黒街の紅い花」 - 彦造※ 岡部正純名義
  - 第17話「斬込め!大名行列」 - 長吉※ 岡部正純名義
- 気まぐれ天使 第35話「夕空はれて」（1977年、NTV / ユニオン映画） - 編集者・池田※ 岡部正純名義
- 桃太郎侍 第51話「さらば伊之助」（1977年9月25日、NTV / 東映） - 闘犬藤五
- 暴れん坊将軍シリーズ （ANB / 東映）
  - 吉宗評判記 暴れん坊将軍 第23話「怒れ!! 魚河岸野郎」 （1978年） - 正太
  - 暴れん坊将軍II
    - 第51話「走れ! 盗っ人父子の千両旅」（1984年） - 文七
    - 第92話「誰がワルやら閻魔やら!」（1985年） - 亥助

  - 暴れん坊将軍III 第51話「庶民の夢を喰った奴!」（1989年2月11日） - 黒松
  - 暴れん坊将軍V 第36話「風雪! 子連れ母唄」（1994年） - 仙太
- 大空港 （CX / 松竹）※ 岡部正純名義
  - 第6話「紙一重の青春」（1978年）
  - 第64話「戦慄のダブルハイジャック 706便危機一発!!」（1979年） - モトムラタイゾウ
- 江戸川乱歩の美女シリーズ （ANB / 松竹）※岡部正純名義
  - 浴室の美女 江戸川乱歩の「白髪鬼」（1979年1月6日） - 不動産屋
  - 大時計の美女 江戸川乱歩の「幽霊塔」（1979年11月3日） - 岩淵甚助
  - 五重塔の美女 江戸川乱歩の「幽鬼の塔」（1981年1月10日） - 児玉（農協職員）
  - 鏡地獄の美女 江戸川乱歩の「影男」（1981年4月4日） - 陳（香港の殺し屋）
  - 白い乳房の美女 江戸川乱歩の「地獄の道化師」（1981年10月3日） - 病院の介護員
  - 化粧台の美女 江戸川乱歩の「蜘蛛男」（1982年4月3日） - 木崎（ドライバー役の端役俳優）
  - 湖底の美女 江戸川乱歩の「湖畔亭事件」（1982年10月23日） - 長野県警刑事
- 江戸の牙 （1979年 - 1980年、ANB / 三船プロダクション） - 岡村※ 岡部正純名義
- ザ・スーパーガール 第44話「夜の手配師・女は月曜に嘘をつく」（1980年、12ch / 東映）
- 噂の刑事トミーとマツ 第1シリーズ 第13話「銭湯でタイホ! 刑事も裸、犯人も裸」（1980年、TBS） - 鮮魚店主
- 裸の大将放浪記 第4話「悪いことをすると虫になるので」（1981年、KTV / 東阪企画） - 巡査
- 闇を斬れ 第9話「親の涙は血の涙」（1981年、KTV） - 喜助
- 鬼平犯科帳 第3シリーズ 第5話「浅草・御厩河岸」（1982年、ANB） - 彦造
- 地獄の左門十手無頼帖シリーズ（CX / 東映）
  - 地獄の左門十手無頼帖（1982年） - 勘助
  - 地獄の左門十手無頼帖 将軍暗殺!（1983年） - 喜三
  - 地獄の左門十手無頼帖 女菩薩供養（1983年） - 芳蔵
  - 地獄の左門十手無頼帖 声を盗まれた娘（1984年） - 与八
- 新・女捜査官 第10話「海外逃亡の男を待つ温泉町の女」（1983年、ABC / テレパック）
- ザ・ハングマンシリーズ（ABC / 松竹芸能）
  - 新ハングマン
    - 第8話「代議士の自殺を演出する兄弟秘書」（1983年） - ナイトクラブ店員
    - 第26話「女体を生体実験する悪魔の病院」（1984年） - "太陽の里" 幹部職員

  - ザ・ハングマン4 第5話「女高生が非行理事長に食いものにされる!」（1984年） - 牧田主任（新星学院高等学校）
- ニュードキュメンタリードラマ昭和 松本清張事件にせまる 第10話「スパイMの謀略」（1984年、ANB / 国際放映）
- 家政婦は見た! 第2作（1984年10月13日、ANB）「エリート家庭の浮気の秘密 みだれて…」- 警官
- はね駒（1986年） - 五十嵐平太
- 銭形平次（1987年、NTV / ユニオン映画）
  - 第3話「人情、迷子札」 - 与作
  - 第18話「消えた獄門首」
  - 第24話「とらわれたお静」
  - 第34話「恐怖の手毬唄」 - 久栄門
- 長七郎江戸日記 第2シリーズ 第15話「三途の橋」（1988年、NTV / ユニオン映画） - 歩の市
- 鬼平犯科帳 第1シリーズ 第20話「山吹屋お勝」（1990年、CX / 松竹） - 弥吉
- 八百八町夢日記 第2シリーズ 第27話「北町恋ごよみ」（1992年、NTV / ユニオン映画） - 源次
- 銭形平次 第4シリーズ 第1話「夜歩き観音」（1994年、CX / 東映） - 鬼あざみの三蔵 ※北大路欣也版
- 重甲ビーファイター 第11話「怒りロボ大暴走」（1995年、ANB / 東映） - 市長
- 江戸の用心II 第12話「女は度胸の珍商売」（1996年、NTV / ユニオン映画） - 助六
- 火曜サスペンス劇場 / 弁護士・高林鮎子 第24作「東京環状線夏の迷走・関係者全員口を濁す殺人未遂事件の第2幕」（1999年、NTV）- 熱川管理人

### バラエティ
- ウンナン世界征服宣言 - 「1995人斬り」の刺客